# 耶路撒冷會議
耶路撒冷會議（英語：Council of Jerusalem），又稱使徒會議（英語：Apostolic Council），是新約聖經《使徒行傳》第15章中描述的會議，於公元48-50年在耶路撒冷舉行，是初代教會史上相當重要的會議，其決議對於基督教朝向外邦的後續發展影響甚巨。雖然存在揣測的成份，但是有些學者認為，若非因為耶路撒冷會議所研擬的初代教會管理方向，後來的基督教就不會成為猶太教之外的獨立宗教，而且只會以猶太教裏勢微支派的樣式存活，甚至可能已經消失在宗教歷史的長河裏。

## 會議背景
新約聖經《使徒行傳》十五章所記載的耶路撒冷會議，學者鑑定其與會時間約在49 AD，即耶穌受釘約15年多之後。耶路撒冷會議在時空上的定點處於相當關鍵性的位置。根據南加拉太說，耶路撒冷會議在47-48AD使徒保罗第一次外邦宣教之後，主後70年耶路撒冷聖殿被毀之前召開，處於初代教會猶太人信徒和非猶太人信徒之間文化衝突明顯之際。

## 會議概要
根據新約聖經《加拉太書》和《使徒行傳》，使徒保羅在第一次外邦宣教的過程當中所遭遇的迫害，許多是來自猶太教徒和猶太派的基督徒，這些人相信猶太教口傳律法的神學傳統，認為遵守摩西律法的外在形式（例如在性器官上行割禮去除包皮）是首要的。新約聖經《使徒行傳》十五章一節提到「有幾個人從猶太下來，教訓弟兄們說：『你們若不按摩西的規條受割禮，不能得救。』」顯然，初代教會的確存在一些不理解摩西律法精神內涵，只願固守宗教形式主義的猶太派的基督徒，他們關心是否在性器官上執行宗教儀式，勝過重視在心性和行為上節制肉體情慾（新約聖經《歌羅西書》2:11）。耶路撒冷會議之決議並未廢除摩西律法的精神內涵，但在宗教形式上只選擇性的強調「禁戒偶像的污穢和姦淫，並勒死的牲畜和血」（新約聖經《使徒行傳》15:20）這幾條律法之遵行，在管理方向上脫離猶太教口傳律法極端宗教形式主義的神學傳統（新約聖經《馬可福音》7:7）。

## 爭議
時代論者偏向字面解經，其思想從某種救恩論的角度看待耶路撒冷會議。「恩典」和「摩西律法」被許多時代論者理解成對立的，他們幾乎認為耶路撒冷會議的決議，是教會廢除摩西律法之正式宣言。然而，關於時代論的說法也存在許多爭議：首先，耶穌在新約聖經《馬太福音》5:17-18明確提到「莫想我來要廢掉律法和先知。我來不是要廢掉，乃是要成全。我實在告訴你們，就是到天地都廢去了，律法的一點一畫也不能廢去」。在《馬太福音》5:19耶穌又再強調，「無論何人」都應該「遵行」和「教訓人遵行」摩西律法。新約聖經《路加福音》18:18-22裏也提到一則相關的故事，當有位官員問耶穌：「我該做什麼事才可以承受永生？」耶穌的回答依然出自摩西律法：「誡命你是曉得的：不可姦淫、不可殺人、不可偷盜、不可作假見證、當孝敬父母。」顯然，耶穌的教導完全沒有脫離摩西律法的「遵行」（新約聖經《馬太福音》5:17-19），「叫人知罪」（新約聖經《羅馬書》3:20）也並非摩西律法的唯一功能。時代論的一些說法和認定，明顯與耶穌基督的教導有所衝突。耶路撒冷會議之決議其實並非廢除摩西律法，而是選擇性的強調「禁戒偶像的污穢和姦淫，並勒死的牲畜和血」（新約聖經《使徒行傳》15:20）這幾條摩西律法之執行，因為基督徒依然可以在各城會堂裏學習其他的摩西律法內容（新約聖經《使徒行傳》15:21）。況且，除了這幾條強調必須在形式上嚴格執行的律法之外，其他同屬摩西律法的條文如「不可妄稱神的名」（舊約聖經《出埃及記》20:7、《申命記》5:11）等，都毫無爭議也是基督徒應該盡心持守的信條；耶路撒冷會議雖未言及需要繼續持守這些摩西律法條文，卻也不可能將之廢去。耶路撒冷會議雖未提及舊約律法的懲處觀念如「以眼還眼，以牙還牙」（舊約聖經《出埃及記》21:24、《申命記》19:21、《利未記》24:20），但很少基督徒會否定司法、維安體制存在的必要性，而這些重要體制的正統運作方式，其與舊約律法的理念共通之處，有許多是新約聖經的內容未曾含蓋的。合理的推論是，耶路撒冷會議的真實目的，其實並非決議那些律法是外邦信徒應該遵行的，而是決議那些律法是針對外邦信徒應該強調的。「拜偶像、姦淫、吃勒死的牲畜和血」等行為，皆是當時外邦宗教的常見元素；將「拜偶像、姦淫、吃勒死的牲畜和血」從其他摩西律法當中獨立出來並且加以強調，或許正是為了杜絕外邦信仰對外邦人基督徒的影響力。

## 影響
耶路撒冷會議在教會歷史上所扮演的角色，不論是針對基督教的信仰教義還是教會管理，都是關鍵性的。此會議的真實張力並非存在於「律法」和「恩典」之間，而是存在於律法的「儀文」（外在形式）和律法的「精意」（精神內涵）之間，探討教會應該如何符合真理的詮釋原則，在管理規範上成熟、正確的實踐教義，幫助會眾在符合真理的原則之下同得造就。初代教會之所以能夠從猶太教脫穎而出並且開枝散葉，並非因為初代教會脫離了摩西律法，而是因為初代教會擺脫了猶太教口傳律法的錯誤人為傳統，讓自己從執迷於宗教形式主義的表面信徒，蛻變成為重視律法的精神和目的，在信仰的認知裏確實重生的真實選民。